# شهر جیژو
شهر جیژو (冀县) یک ناحیه(چین) در هنگشوی، هبئی، چین است.